# 督亢
督亢是中國古地名，位於現今中華人民共和國河北省涿州、固安、高碑店等地。战国时當地受燕国管轄。燕太子丹曾派遣荆轲以假借交出督亢的機會刺殺秦王政。當時荆轲將匕首放在督亢地图中，趁著秦王政看地圖的時候刺殺，但是最終未成功。此事也是圖窮匕首見的成語來源。現今涿州市的西何各庄村为了纪念荆轲而修建了一座督亢亭。
北魏時的酈道元《水经注》拒马河篇记载督亢當地有督亢沟、督亢泽（又名督亢陂）。督亢沟位於現今涞水县西北，自拒马河引出，水量由人工控制。督亢沟向东南流过現今涞水县北。
督亢渠是當地修建的一個灌溉渠，始建於燕國時期。北魏神龜二年（519年），幽州刺史裴延俊修復督亢渠並且用該渠灌溉農田。